# Valeria del Mar
Valeria del Mar is een plaats in het Argentijnse bestuurlijke gebied Pinamar in de provincie Buenos Aires. De plaats telt 3.156 inwoners.